# Wita Palamar
Wita Palamar (ukrainisch Віта Паламар, engl. Transkription Vita Palamar, vollständig Вікторія Григорівна Паламар, Wiktorija Hryhorivna Palamar; * 12. Oktober 1977 in Chmelnyzkyj) ist eine ukrainische Hochspringerin.
Bei den Olympischen Spielen 2000 in Sydney wurde sie Siebte. Im Jahr darauf wurde sie Fünfte bei den Hallenweltmeisterschaften in Lissabon sowie bei den Leichtathletik-Weltmeisterschaften in Edmonton und gewann Gold bei der Universiade.
Einem fünften Platz bei den Weltmeisterschaften 2003 in Paris/Saint-Denis folgte ein vierter Platz bei den Hallenweltmeisterschaften 2004 in Budapest und ein fünfter Platz bei den Weltmeisterschaften 2005 in Helsinki.
2007 wurde sie bei den Weltmeisterschaften in Osaka Siebte, 2008 gewann sie Bronze bei den Hallenweltmeisterschaften in Valencia und wurde Fünfte bei den Olympischen Spielen in Peking, und 2009 schied sie bei den Weltmeisterschaften in Berlin in der Qualifikation aus. Bei Nachtests zu den Olympischen Spielen 2008 im November 2016 wurde sie des Dopings mit Turinabol überführt und disqualifiziert.
Ihre Bestleistung steht sowohl im Freien (15. August 2003 in Zürich und 13. September 2003 in Monaco) wie auch in der Halle (9. März 2008 in Valencia) bei 2,01 m.